# Vaison-la-Romaine
Vaison-la-Romaine ist eine französische Gemeinde im Département Vaucluse in der Region Provence-Alpes-Côte d’Azur. Die Kleinstadt ist Hauptort des gleichnamigen Kantons Vaison-la-Romaine im Arrondissement Carpentras. Vaison-la-Romaine zählt 5.920 Einwohner (Stand 1. Januar 2022) und liegt an den Ufern der Ouvèze und an einer Kreuzung antiker römischer Straßen. 1924 legte die Gemeinde sich das Attribut la Romaine (= die Römische) zu. Ihr römischer Name lautet Vasio Vocontiorum. Sie war nach dem 4. Jahrhundert zeitweilig Bischofssitz. Das Gemeindegebiet gehört zum Regionalen Naturpark Mont-Ventoux.

## Geschichte
Die Region wurde durch Kelto-Ligurer bewohnt, die die Bronze einführten. Über Jahrhunderte wechselten die keltischen Einwohner von Vaison, das Volk der Vocontier, ihren Wohnsitz zwischen den beiden Ufern der Ouvèze. Ihr erstes oppidum lag als Feste auf der Hügelkuppe, das ihre regionale Hauptstadt darstellte. Nach der römischen Eroberung im 2. Jahrhundert v. Chr. siedelten die keltischen Einwohner neben den Eindringlingen in den fruchtbaren Ebenen jenseits der Ouvèze.
Die Römer werteten die Stadt ihrer Vertrags- und Bündnispartner auf, die daraufhin mit Villen, Theater, Bädern, Aquädukt und Brücke ausgestattet wurde und auf ca. 10.000 Einwohner anwuchs. Vasio gehörte zur römischen Provinz Gallia Narbonensis. Aus ihr stammte der Prätorianerpräfekt Sextus Afranius Burrus und – gemäß einer nicht eindeutig zu verifizierenden Hypothese – der Historiker Cornelius Tacitus.
Inzwischen hatte sich das Christentum in der Stadt neben dem Mithras- und Kybelekult  verbreitet und schließlich immer mehr durchgesetzt. Ende des 3. Jahrhunderts gab es eine christliche Gemeinde und einen ersten Bischof. Zwar beherrschten im Laufe der Jahrhunderte viele Völker die Stadt, aber die eigentliche Macht ging von der Kirche aus. 1160 eroberten die Grafen von Toulouse die Stadt, wobei sie schwer beschädigt wurde. Graf Raymond VI. von Toulouse errichtete an Stelle der keltischen Feste eine mittelalterliche Burg auf dem Felshang über der Stadt, deren Sicherheit die Anwohner in die Haute Ville anzog. Im 14. Jahrhundert gelangte Vaison in den Besitz des Comtat Venaissin, dem päpstlichen Eigentum, zu dem es bis zur Französischen Revolution gehörte.
In jüngerer Zeit geriet Vaison-la-Romaine in die Schlagzeilen, als am 22. September 1992 bei einer Überschwemmung 35 Todesfälle zu beklagen waren, hunderte von Häusern zerstört wurden und der entstandene Sachschaden auf annähernd fünf Milliarden französische Franc geschätzt wurde. Eine detaillierte Beschreibung der dramatischen Umstände, der Ursachen und der Konsequenzen findet sich auf der offiziellen Website der Kommune. Im Anschluss an dieses Ereignis wurde eine neue Ufergestaltung an der Ouvèze in Angriff genommen.

## Sehenswürdigkeiten

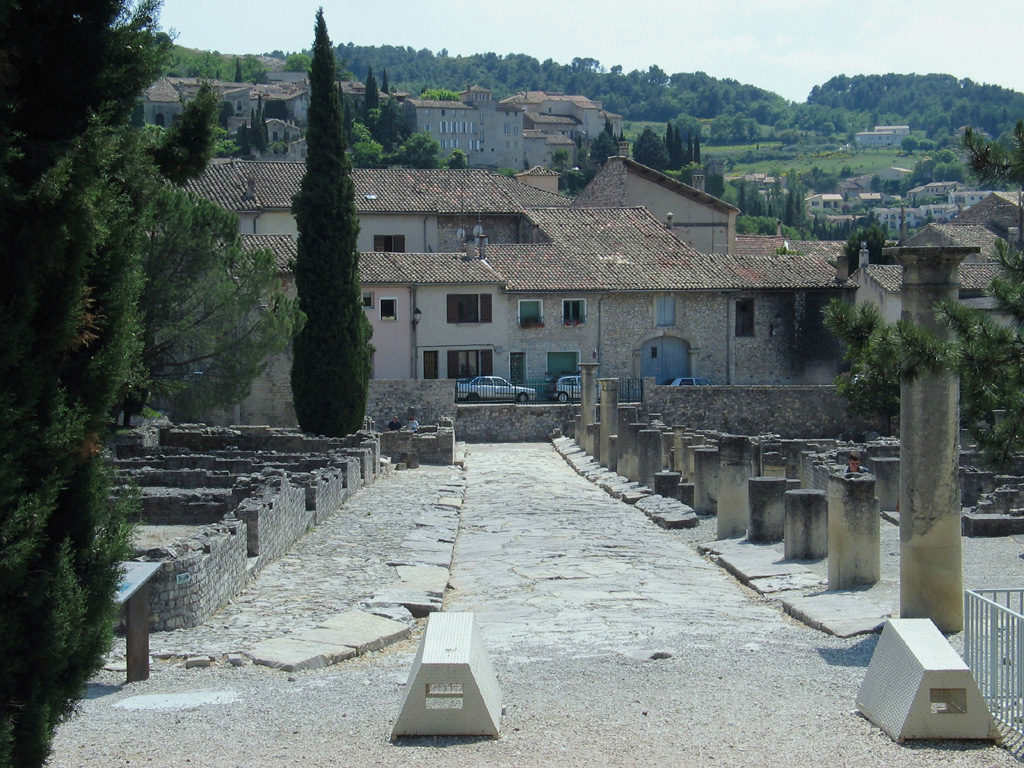
Ausgrabungen am Rande des Ortes

### Römische Ausgrabungen
Vaison-la-Romaine ist die größte französische archäologische Ausgrabungsstätte. Die archäologischen Hinterlassenschaften, die heute zu besichtigen sind, stammen aus dem 1. und 2. Jahrhundert n. Chr.
Aufgrund der Größe der öffentlichen Bauten, soweit sie ausgegraben werden konnten, lässt sich schließen, dass die Stadt in römischer Zeit ca. 60 bis 70 Hektar Fläche besaß. Das Amphitheater wurde in den Nordhang des Felsens des Puymim-Hügels geschlagen und bot etwa 5000 bis 6000 Zuschauern Platz.

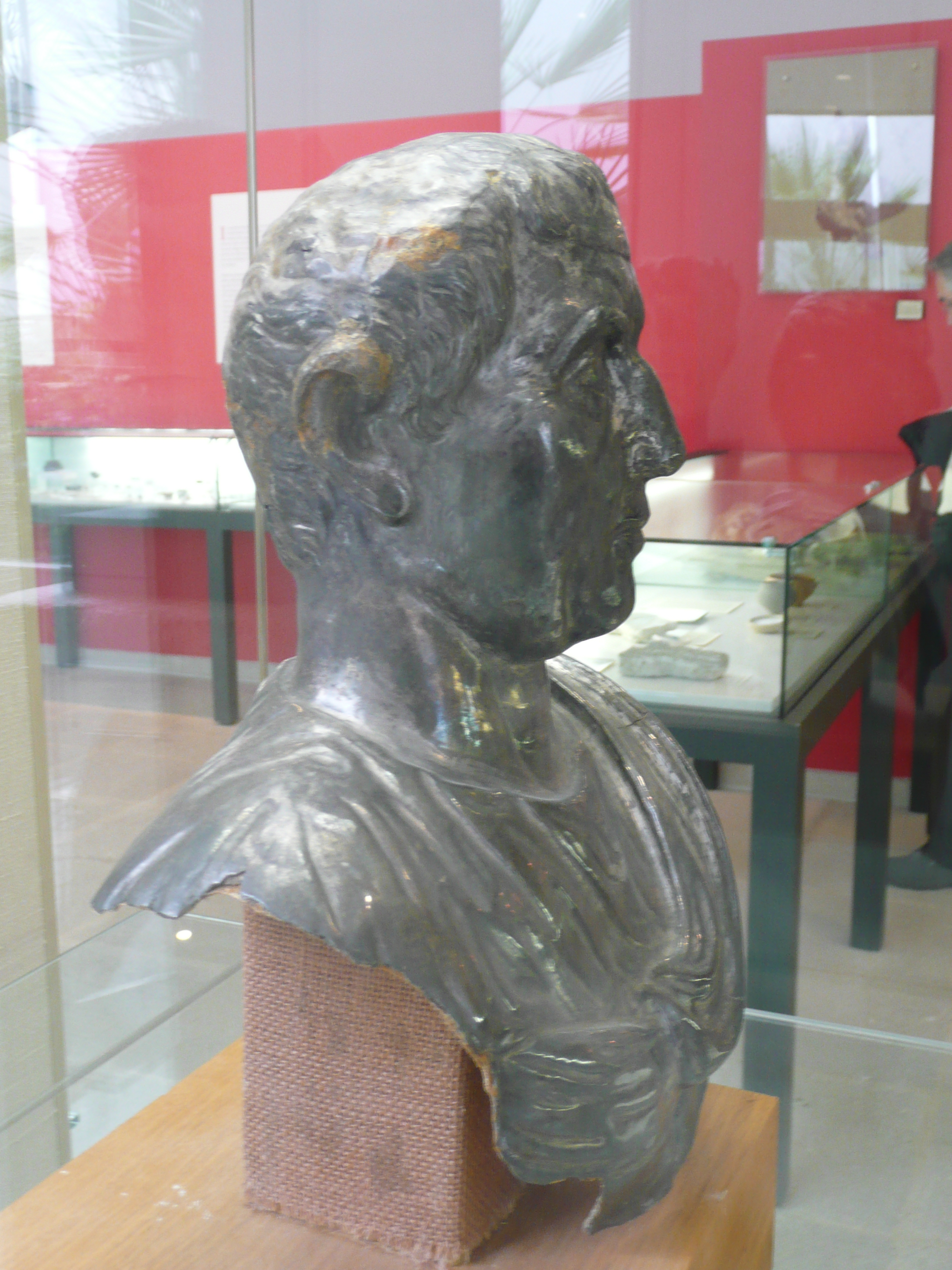
Silberbüste aus den Ausgrabungen

Im Osten Vaisons wurde in augusteischer Zeit ein Tempel errichtet. Große Gärten mit Säulen umgeben ihn. Dies war ein öffentlicher Ort für religiöse Zeremonien. Reste verschiedener Thermalbäder können an verschiedenen Orten in der Umgebung besichtigt werden, darunter im Osten der gepflasterten Straße (Villasse), auf dem Südufer der Ouvèze, die bekannteren Bäder im Norden aus der Mitte des ersten Jahrhunderts auf 2000 m². Die ältesten Bäder nehmen eine Fläche von 2300 m² ein und liegen im Maison du Buste d'Argent, einem nach der darin gefundenen Silberbüste des Bauherrn benannten Haus. Die Villa verfügte über Mosaikböden und zwei Gärten mit Wasserbecken. Auch das benachbarte Maison du Dauphin war mit Gärten und Becken ausgestattet. Das Herz der Römerstadt – Forum und Basilika – wird durch die moderne Stadt bedeckt und ist deshalb nicht ausgegraben. Aber immerhin ein Fünftel der Römerstadt – 13 Hektar – wurde freigelegt und lässt sich von der Place Abbé Sautel aus betreten.

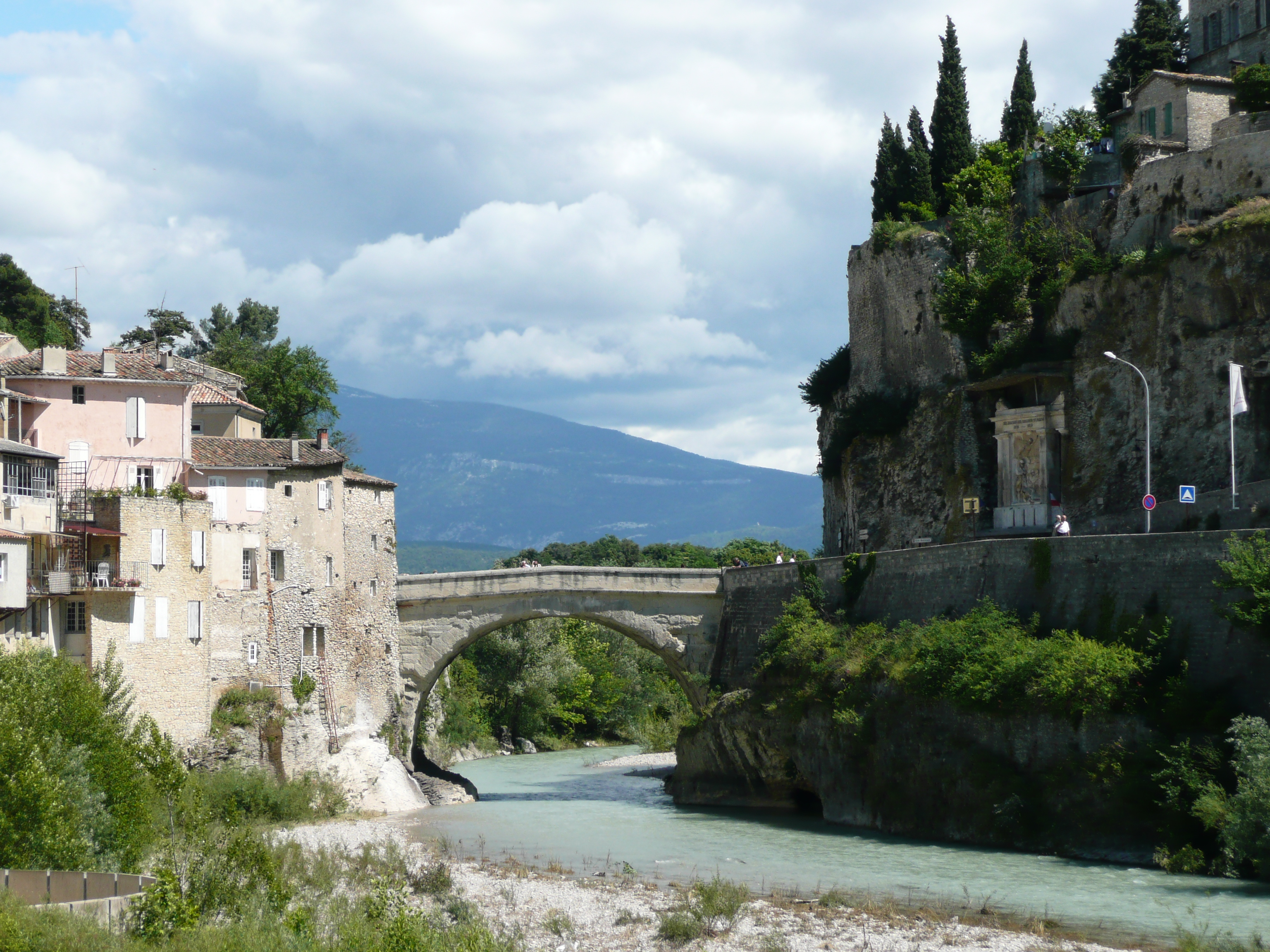
Römerbrücke über die Ouvèze

Die 17 m weite römische Brücke über die Ouvèze ist eine der wichtigsten Brücken in der Provinz Narbonne und eine der sehr seltenen antiken Brücken, die noch heute in Betrieb ist. Sie spielte eine strategische Rolle als einzige Querung der Ouvèze. In der Zeit der Grafen von Toulouse wurde sie als Zollbrücke genutzt, die mit einem Wehrtor zur Oberstadt geschützt wurde. Im 15. Jahrhundert wurde sie als Kontroll- und Wachposten benutzt.
Im archäologischen Museum auf der anderen Seite des Puymin-Hügels – dem mit 60.000 bis 65.000 Eintritten meistbesuchten seiner Art in der Region – können eine Vielzahl von Objekten und Inschriften, die bei den Grabungen entdeckt wurden, bewundert und der Alltag in römischer Zeit in einem Provinzort besser verstanden werden. Darunter ist das Modell des Amphitheaters und der Maison du Dauphin, außerdem Alltagsgegenstände, Fresken und Mosaike, die in der Villa du Paon gefunden wurden und einen Eindruck von den Innendekorationen jener Epoche geben.
Entdeckungsgeschichte
Im 19. Jahrhundert siedelten die meisten Bewohner Vaisons am linken Ufer und ließen die Oberstadt verfallen. Bei ihrem Wiederaufbau wurden Teile des römischen Stadtkerns freigelegt. Doch erst 1908 begannen erste ernsthafte Ausgrabungen durch Abbé Sautel.

### Weitere Sehenswürdigkeiten
Notre-Dame de Nazareth

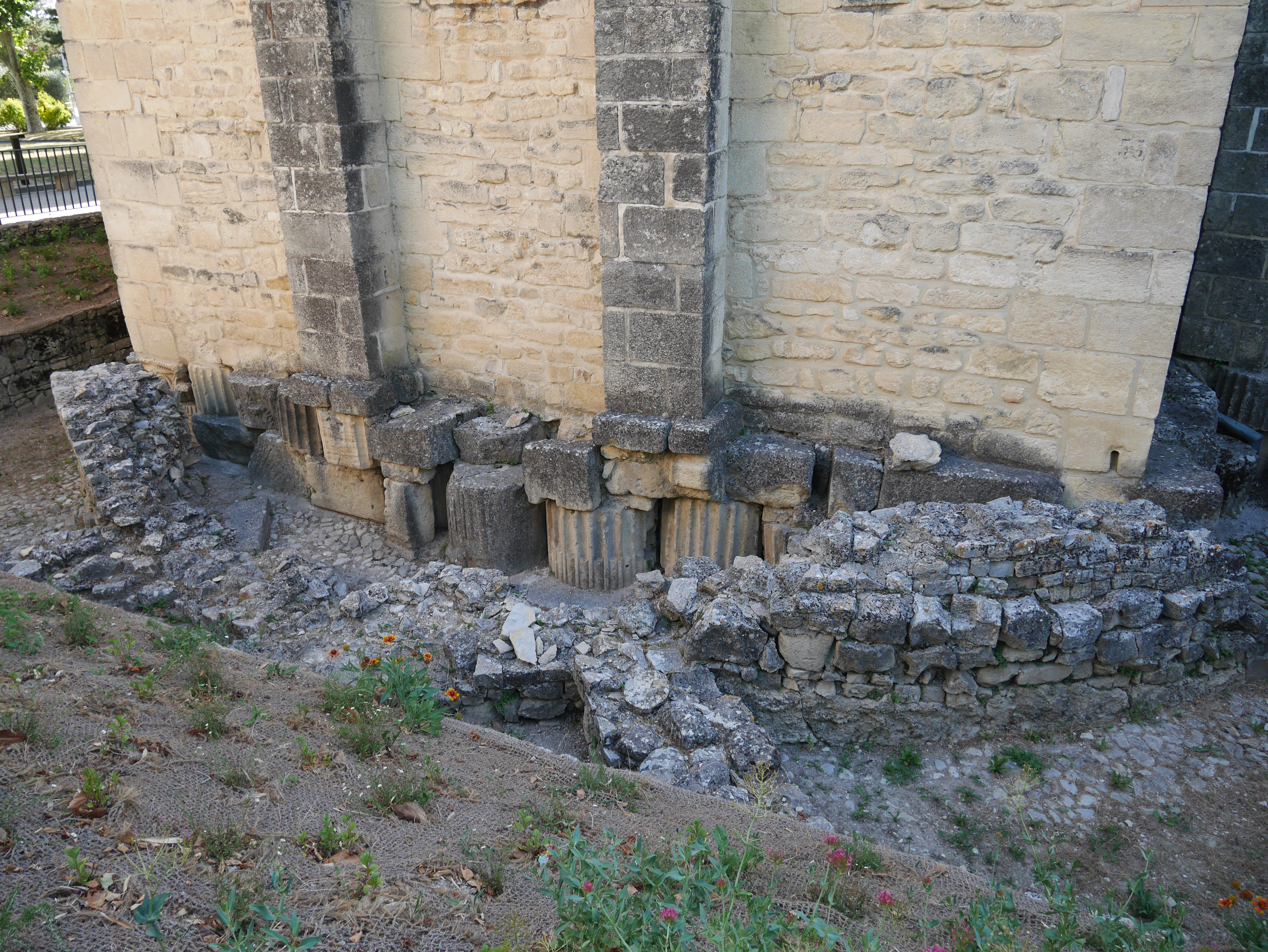
Fundament auf Fragmenten

Die Kathedrale steht am Rand der römischen Ausgrabungen auf den Fundamenten eines antiken Tempels, von dem einige Säulentrommeln in die Grundmauern des Chores eingebaut sind. Auch auf der Westseite ist eine römische Doppelsäule mit korinthischem Kapitell erhalten. Die Baugeschichte lässt sich an der Substanz der Kirchenmauern „ablesen“. So sind im Bereich der Apsiden und an der Basis der Langhauswände nur kleinteilige Bruchsteine verwendet worden, was einen Baubeginn im 11. Jahrhundert nahelegt. Als in der Provence im 12. Jahrhundert besser bearbeitete Quadersteine verwendet wurden, konnte das Gebäude zur heutigen Gestalt aufgestockt werden. Diese Maßnahme veränderte aber die Baustatik, was ein nachträgliches Anfügen von Strebepfeilern zur Abstützung des Gewölbeschubes notwendig machte. Die dreischiffige Basilika ohne Querhaus ist typisch für den romanischen Kirchenbautyp der Provence. Allerdings trägt das letzte Joch vor dem Chor eine achtseitige Kuppel, wie sie beim Vorhandensein einer Vierung üblich ist. Die Apsiden sind im Inneren eher frühchristlich und frühromanisch eingerichtet: unter dem später eingesetzten, gotischen Chorfenster ist ein steinerner Bischofsthron in das Chorrund eingearbeitet, in der nördlichen Seitenapsis steht ein Altar aus behauenem Marmor mit frühchristlichen Reliefs und die der Chorwand vorgeblendeten Pfeiler tragen korinthische Kapitelle.

Eine Tür im nördlichen Seitenschiff führt in den Kreuzgang, der recht einheitlich wirkt, obwohl bei seiner Renovierung im 19. Jahrhundert auch zerstörte Säulen ersetzt werden mussten. Die rundbogigen Tonnen- und Gratgewölbe werden von Eckpfeilern getragen, zwischen denen je zwei Doppelsäulen auf gemeinsamen Plinthen stehen. Jede der Säulen ist mit einem eigenen Kapitellmuster ausgestattet. Der Kreuzgang dient heute als kleines Museum, in dem Skulpturen, Gebäudefragmente und Inschriften aus frühchristlicher und mittelalterlicher Zeit zu sehen sind. Dazu gehört ein Teil eines Marmorsarkophags, auf dem im Relief togabekleidete Apostel zu sehen sind, und ein doppelseitiges Kruzifix aus dem 15. Jahrhundert. Eine Inschrift in leoninischen Versen an der Nordseite der Kathedrale bestätigt den Kreuzgang als Abbild der himmlischen Ordnung und ist zugleich eine verschlüsselte Botschaft, die den Kanonikern eine Verhaltensregel auferlegt:
OBSECRO VOS FRATRES AQUILONIS VINCITE PARTES
SECTANTES CLAUSTRUM QUIA SIC VENIETIS AD AUSTRUM
TRIFIDA QUADRIFIDUM MEMORET SUCCENDERE NIDUM
IGNEA BISSENIS LAPIDUM SIT UT ADDITA VENIS
PAX HUIC DOMUI

Man soll beim Durchschreiten des Kreuzgangs den Weg so wählen, dass er vom Norden (nach mittelalterlicher Auffassung dem Sitz des Bösen) nach Süden führt, der Richtung der Verheißung und des Heils.

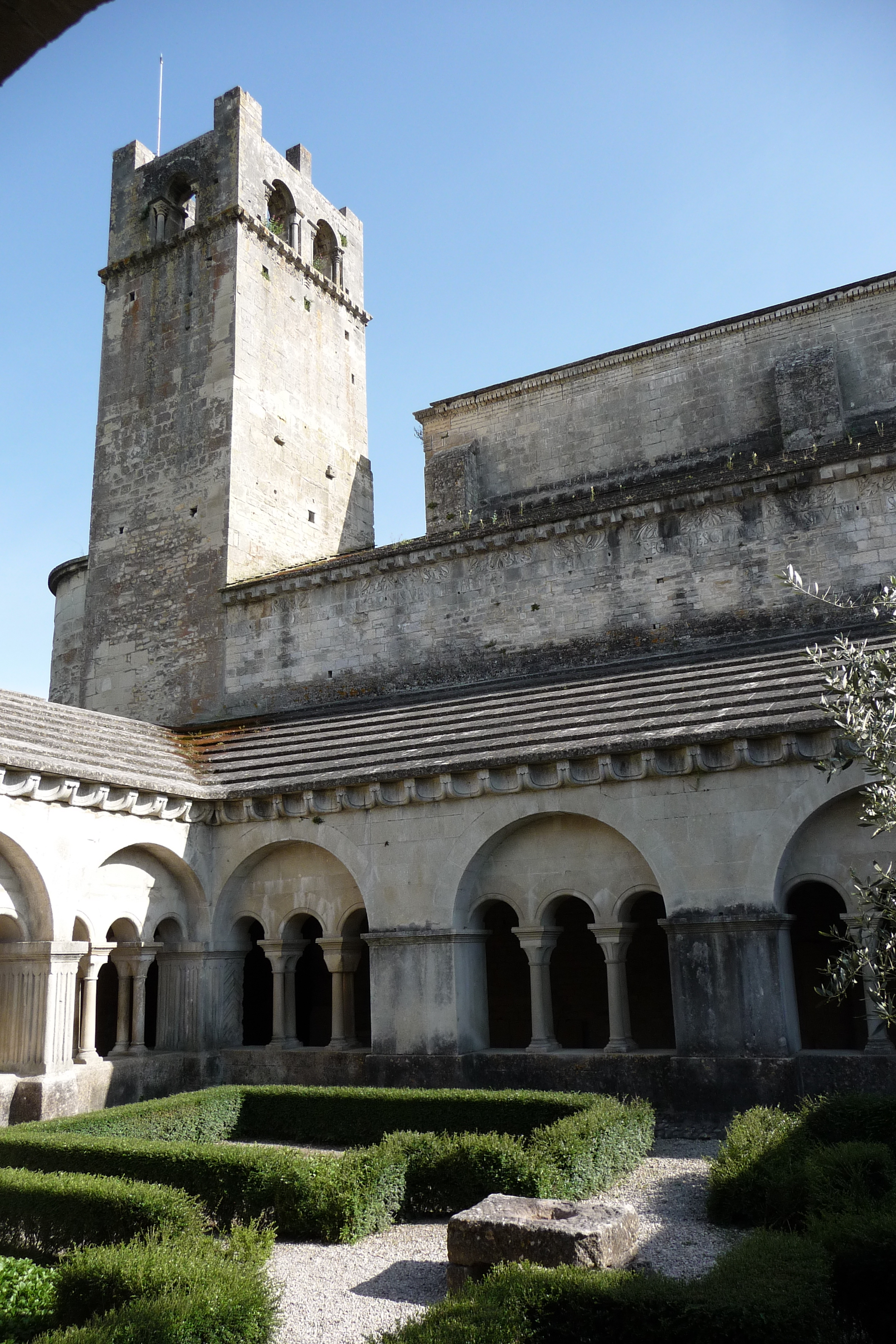
Kathedrale Notre-Dame de Nazareth
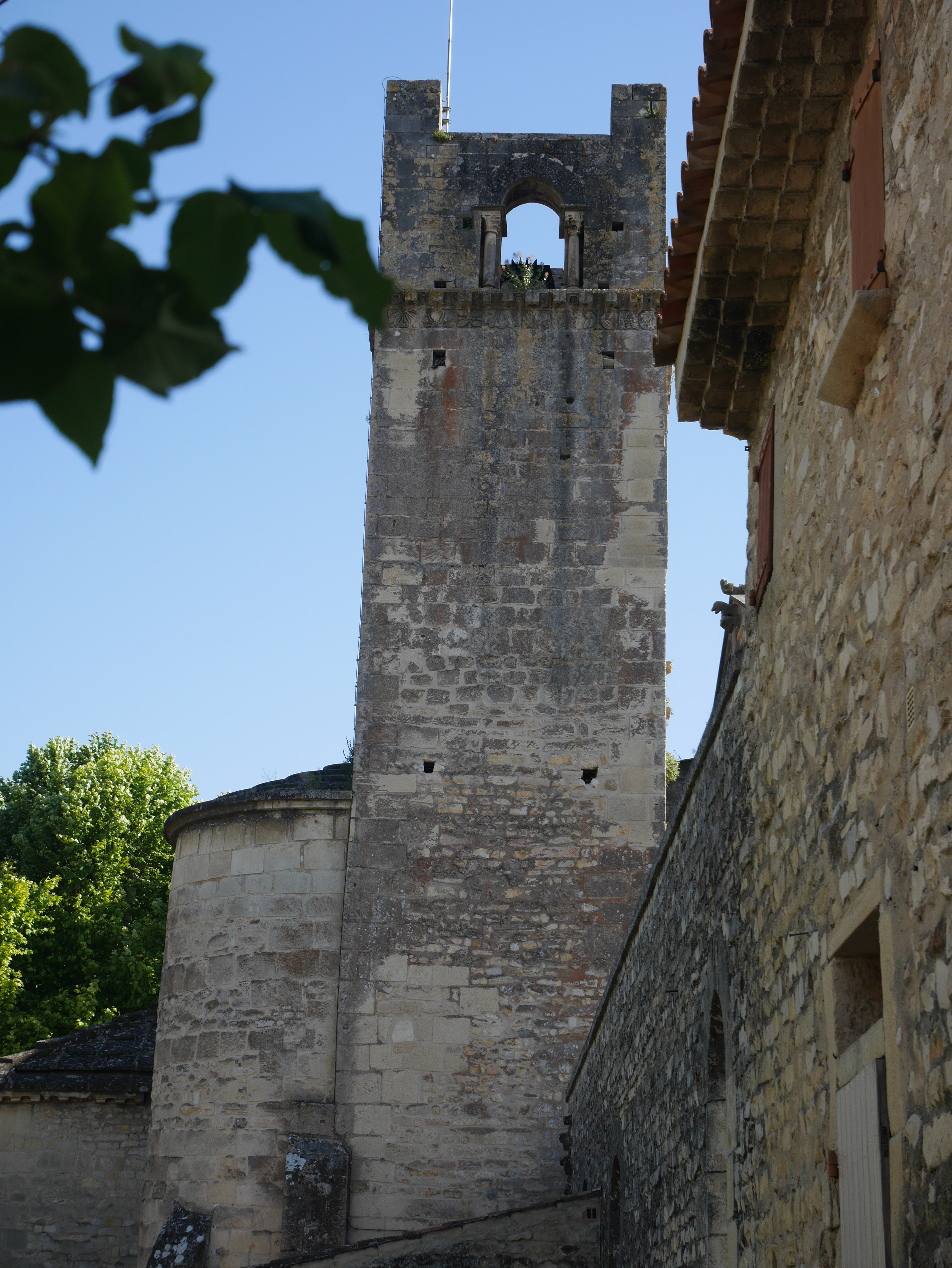
Turmfries der Kathedrale
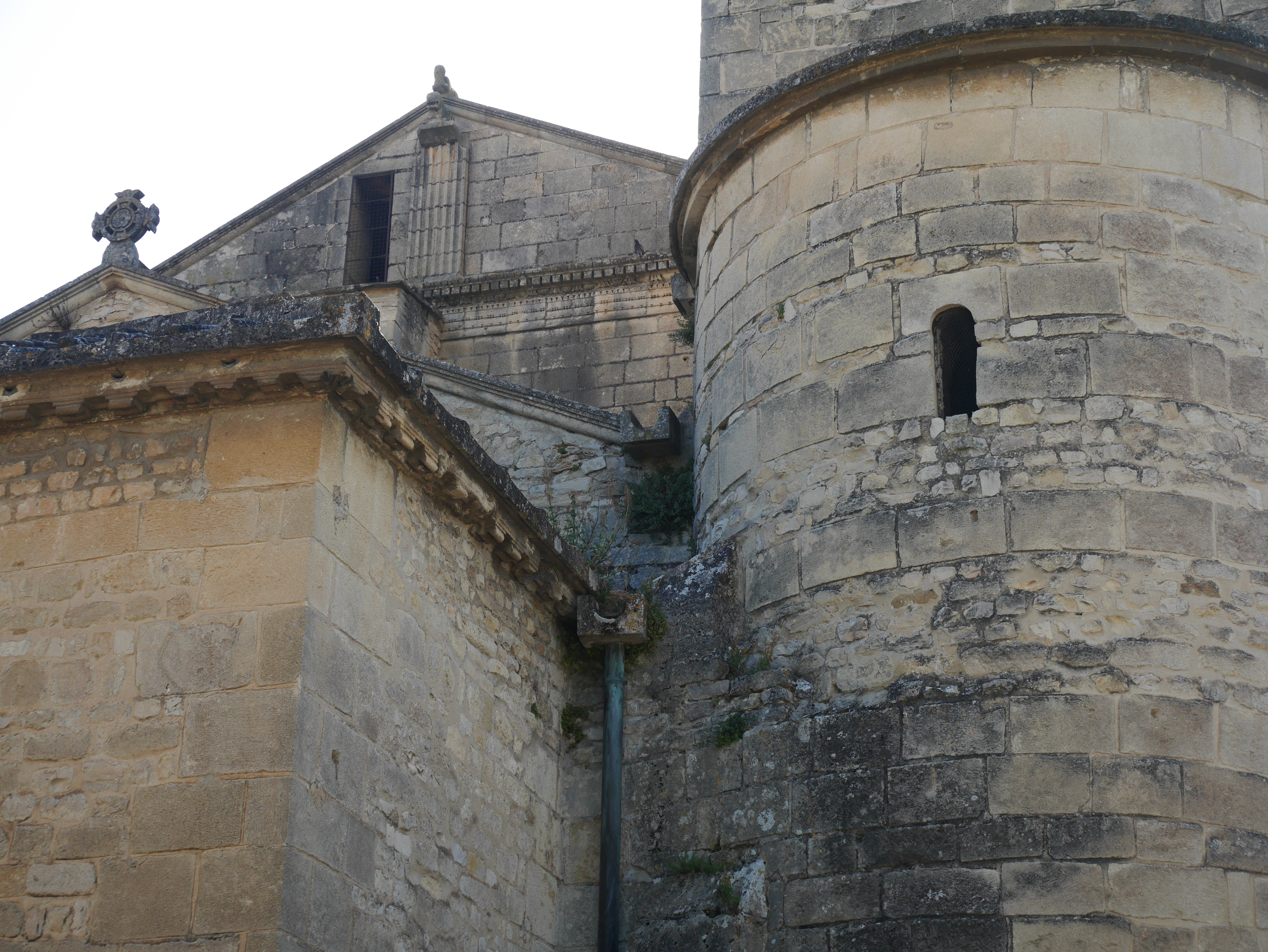
Apsis der Kathedrale
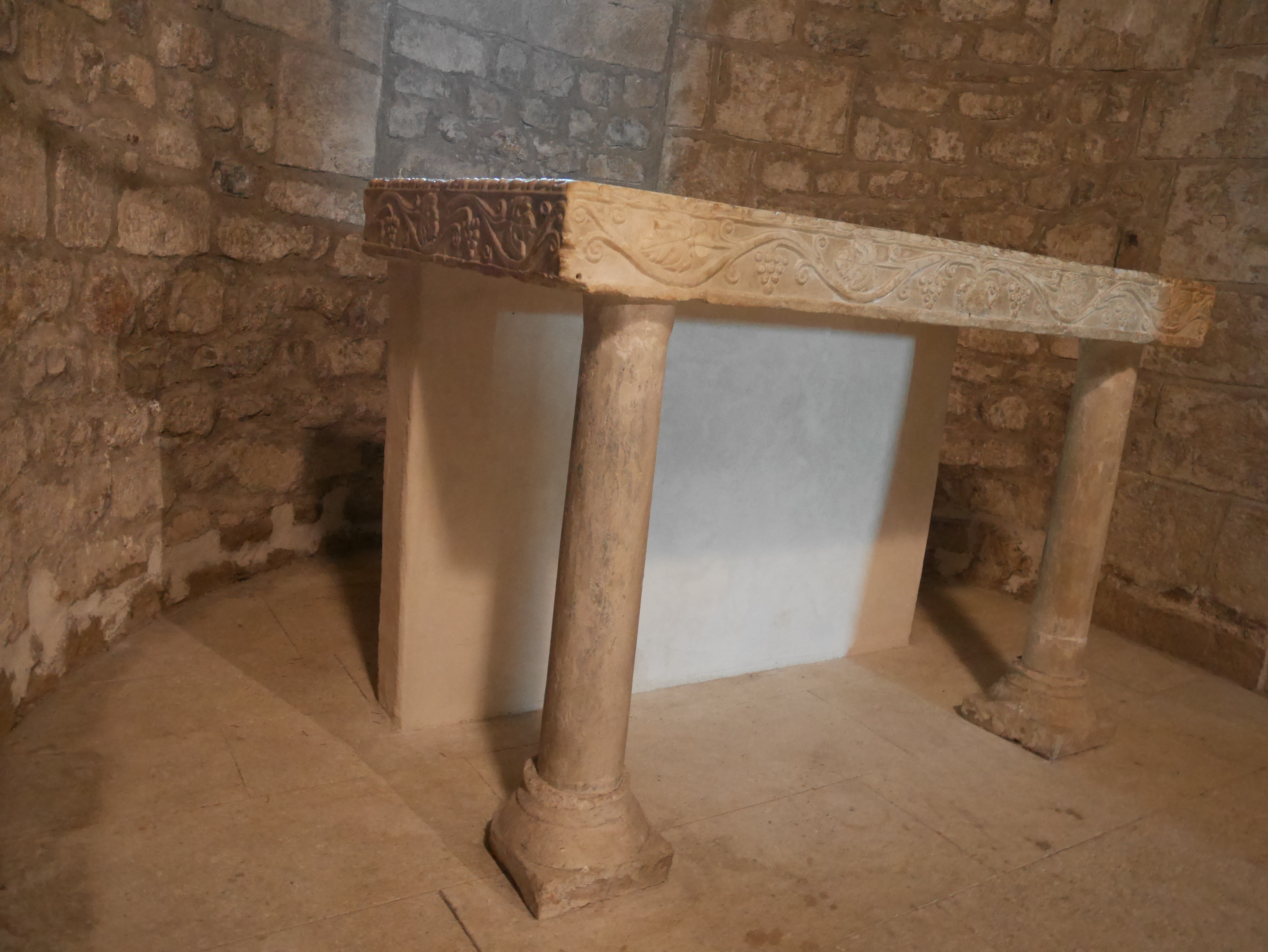
Altar der Kathedrale
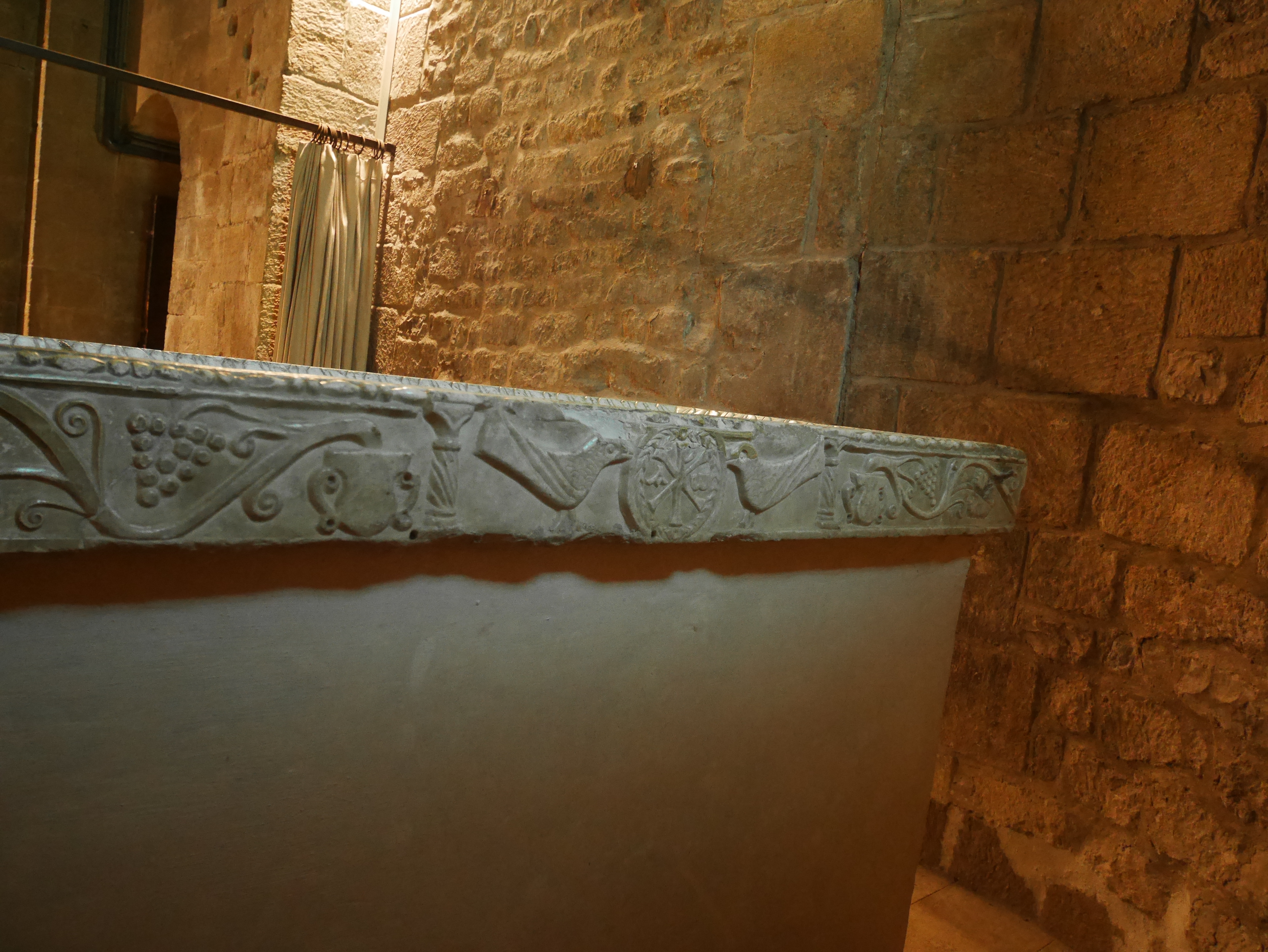
Altarrückseite
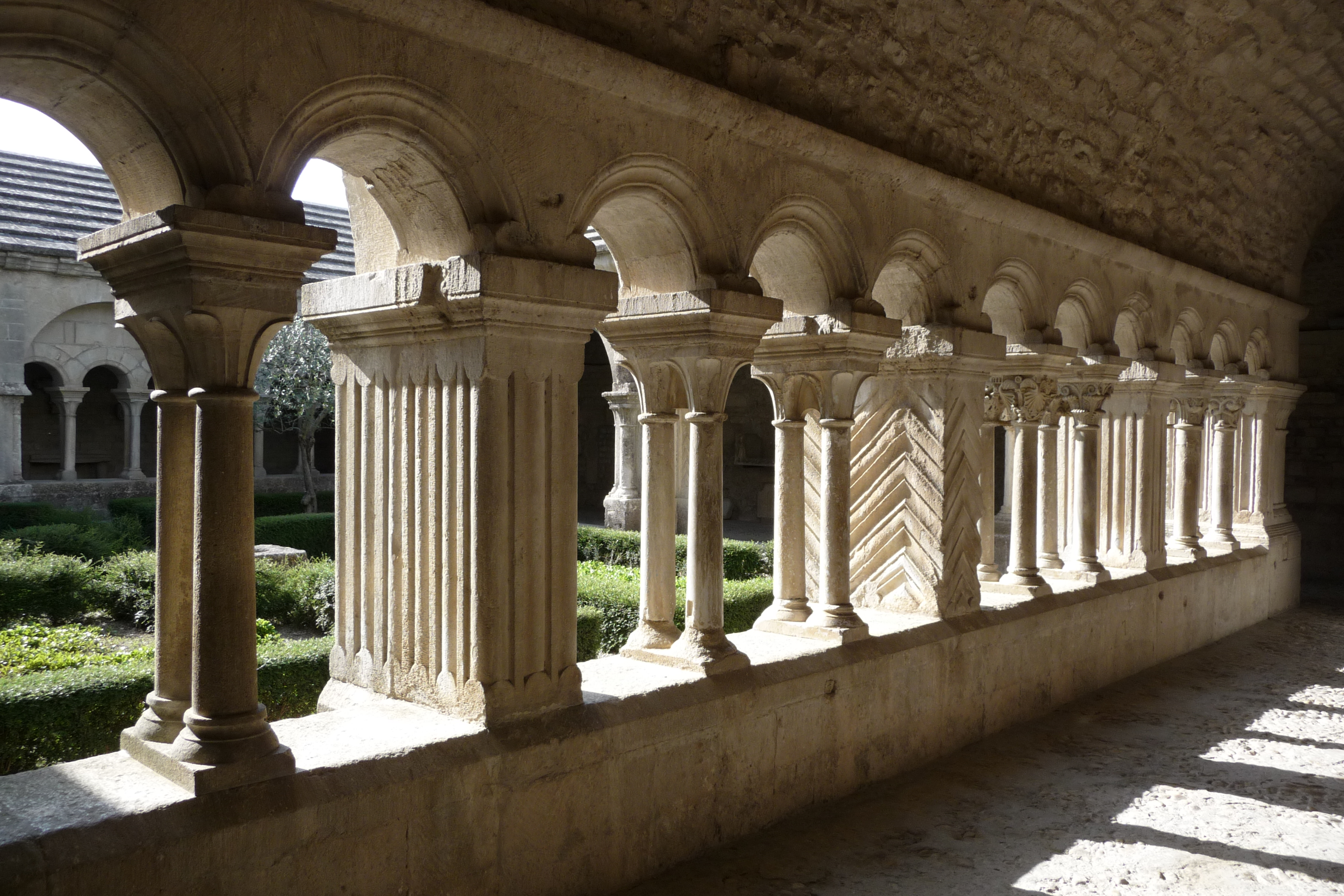
Kreuzgang innen

Saint-Quenin

Quenin war im 6. Jahrhundert Bischof in Vaison-la-Romaine und wurde schon bald nach seinem Tod als Heiliger verehrt. Die ihm geweihte Kapelle steht etwa 600 m nordwestlich des Stadtzentrums und ist ein Beispiel für die von der Antike inspirierte provenzalische Romanik. Beim Bau des Ostteils im 12. Jahrhundert wurde teilweise römisches Baumaterial verwendet. Der ungewöhnliche Chor hat einen dreieckigen Grundriss. Die Halbsäulen an den Ecken sind kanneliert und tragen korinthische Kapitelle. Über dem Kapitell an der Nordostecke zeigen Figurenfriese das Abrahamopfer und Herkules mit dem Löwen. Der Westteil der Kirche wurde zwischen 1630 und 1636 im romanischen Stil erneuert. Dabei wurde in die Westwand über dem Eingang ein Flachrelief aus merowingischer Zeit mit Reben, einem Kelch und einem griechischen Kreuz eingefügt.

Im Inneren verläuft das einschiffige Langhaus über drei Joche und endet in einer fünfeckigen Hauptapsis und zwei schrägliegenden, halbrunden Nebenapsiden.

Oberstadt

Die mittelalterliche Stadt, die stark zerfallen war, ist von einem Wall umgeben, das Stadttor stammt aus dem 14. Jahrhundert. Viele Wohn- und Herrschaftshäuser aus dem 16. bis 18. Jahrhundert, Plätze, Brunnen, wie auch die Ehemalige Bischofskirche von 1464, sind inzwischen renoviert worden. Auf dem Hügel oben liegen die Überreste der Burg, die die Grafen von Toulouse zum Ende des 12. Jahrhunderts erbauen ließen und die im 14., 15. und 16. Jahrhundert stark verändert wurde.

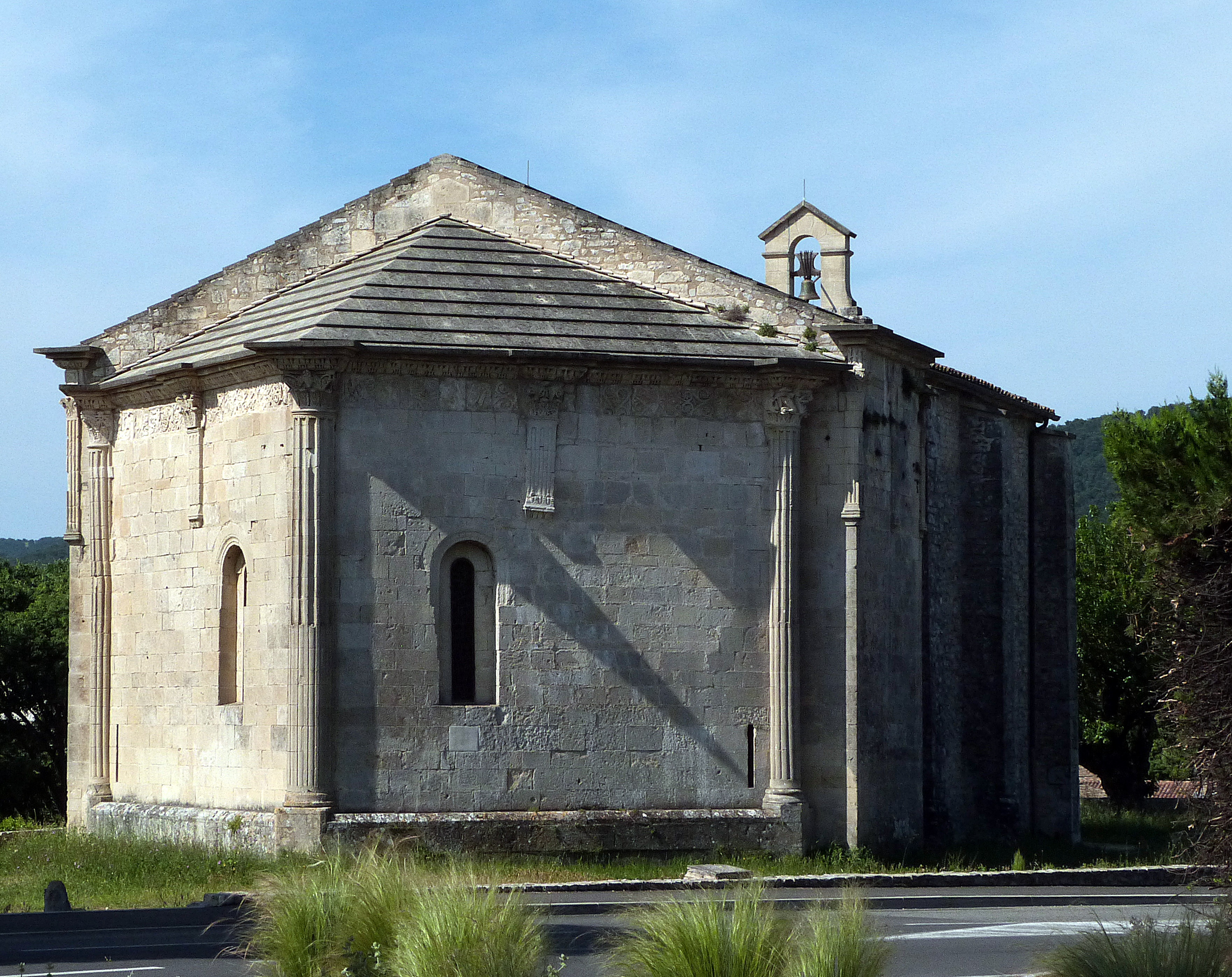
Saint-Quenin, Ostseite, Apsis dreieckig. Die Wände sind von zwei Bogenfenstern durchbrochen
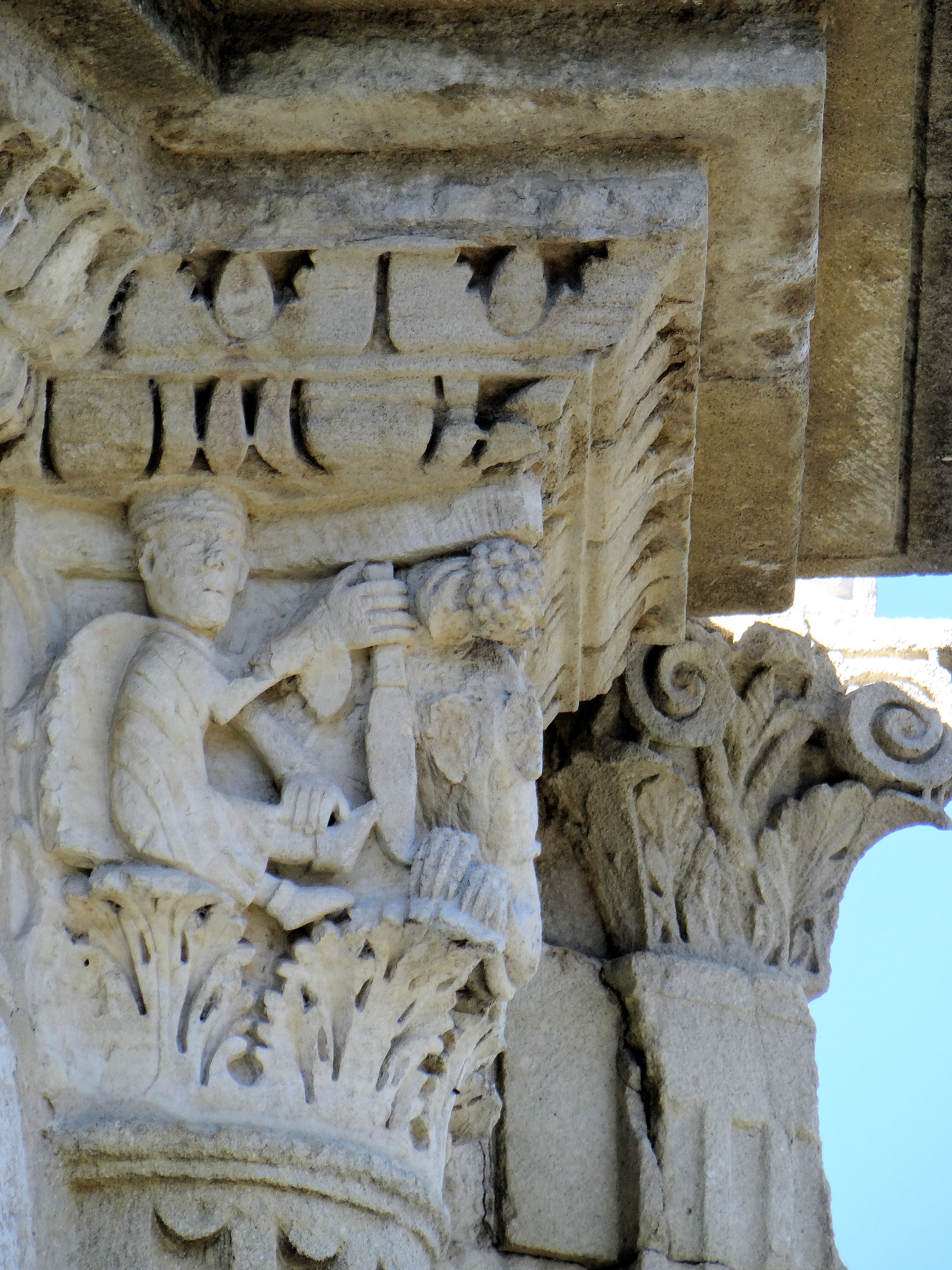
Saint-Quenin Detail: Opfer Abrahams
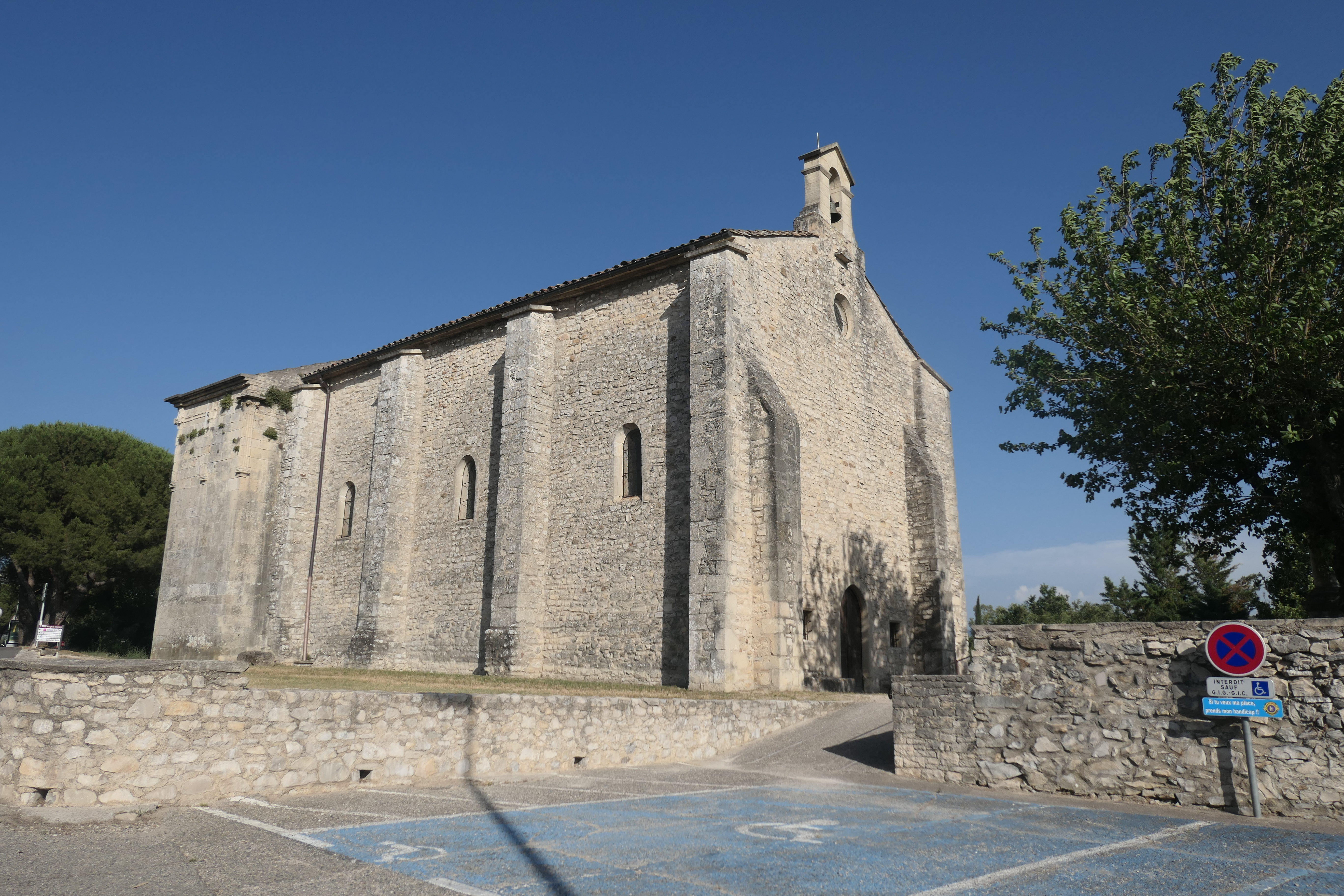
Chapelle Saint-Quenin Westansicht
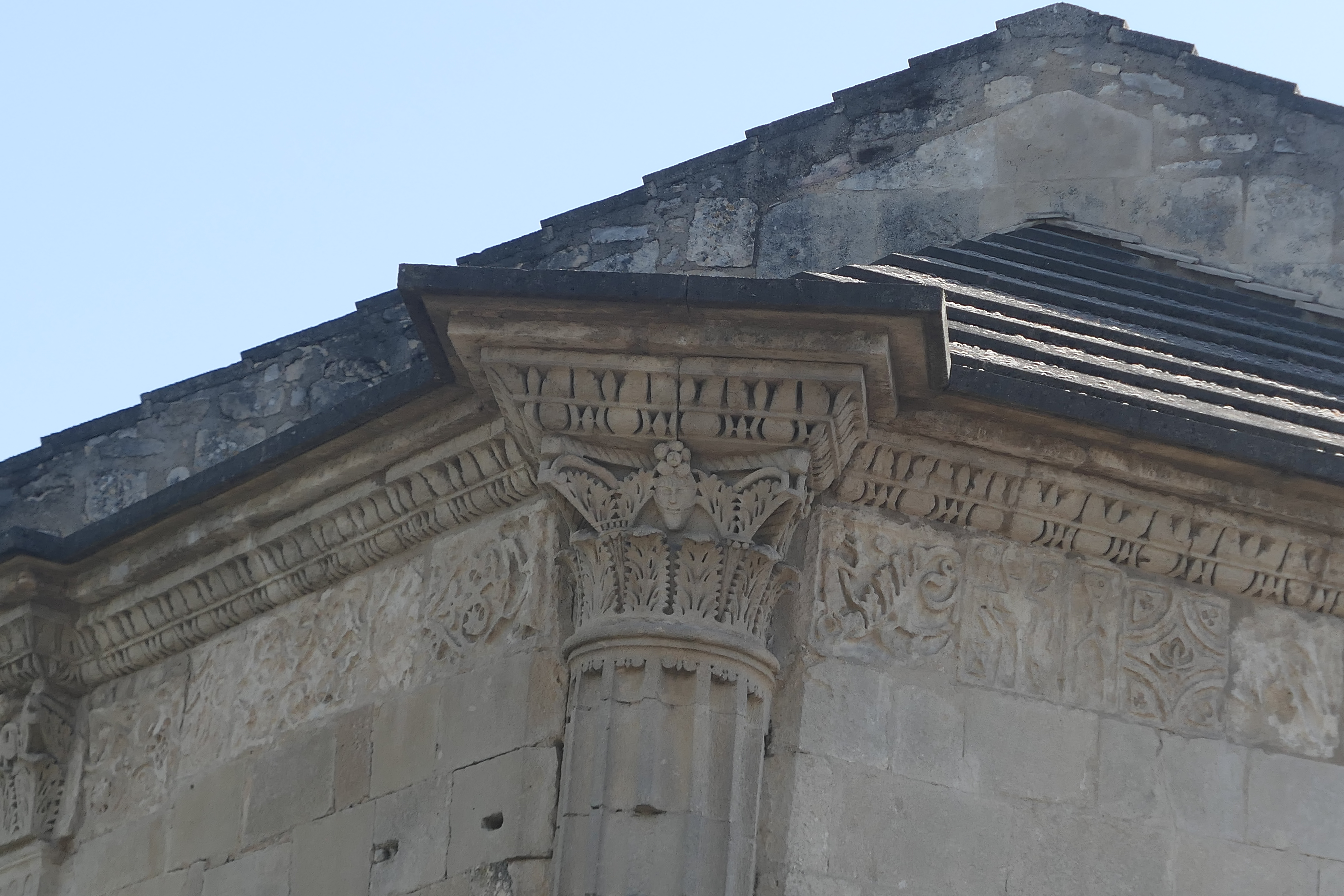
Saint-Quenin Kapitell und Fries
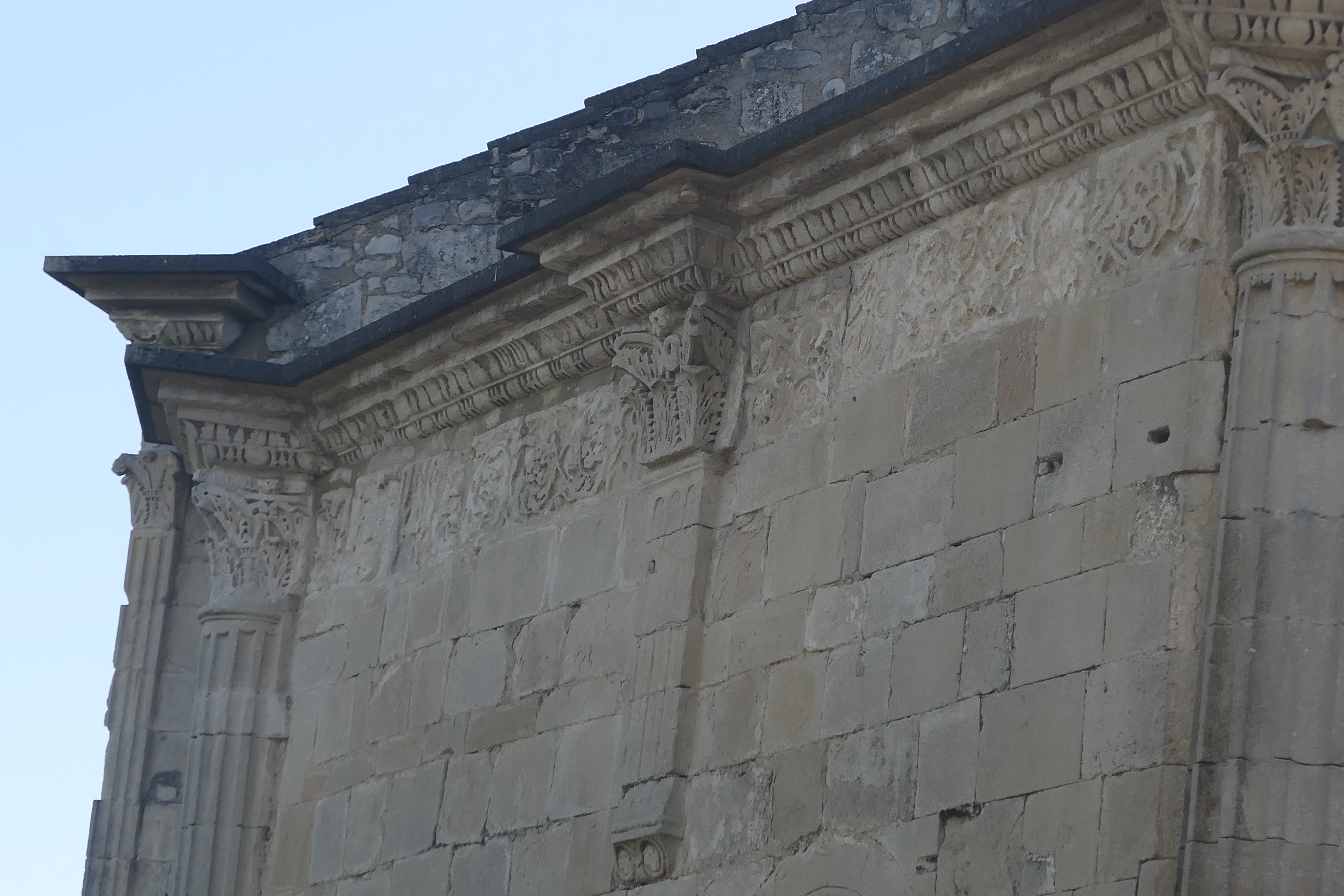
Saint-Quenin Fries Detail
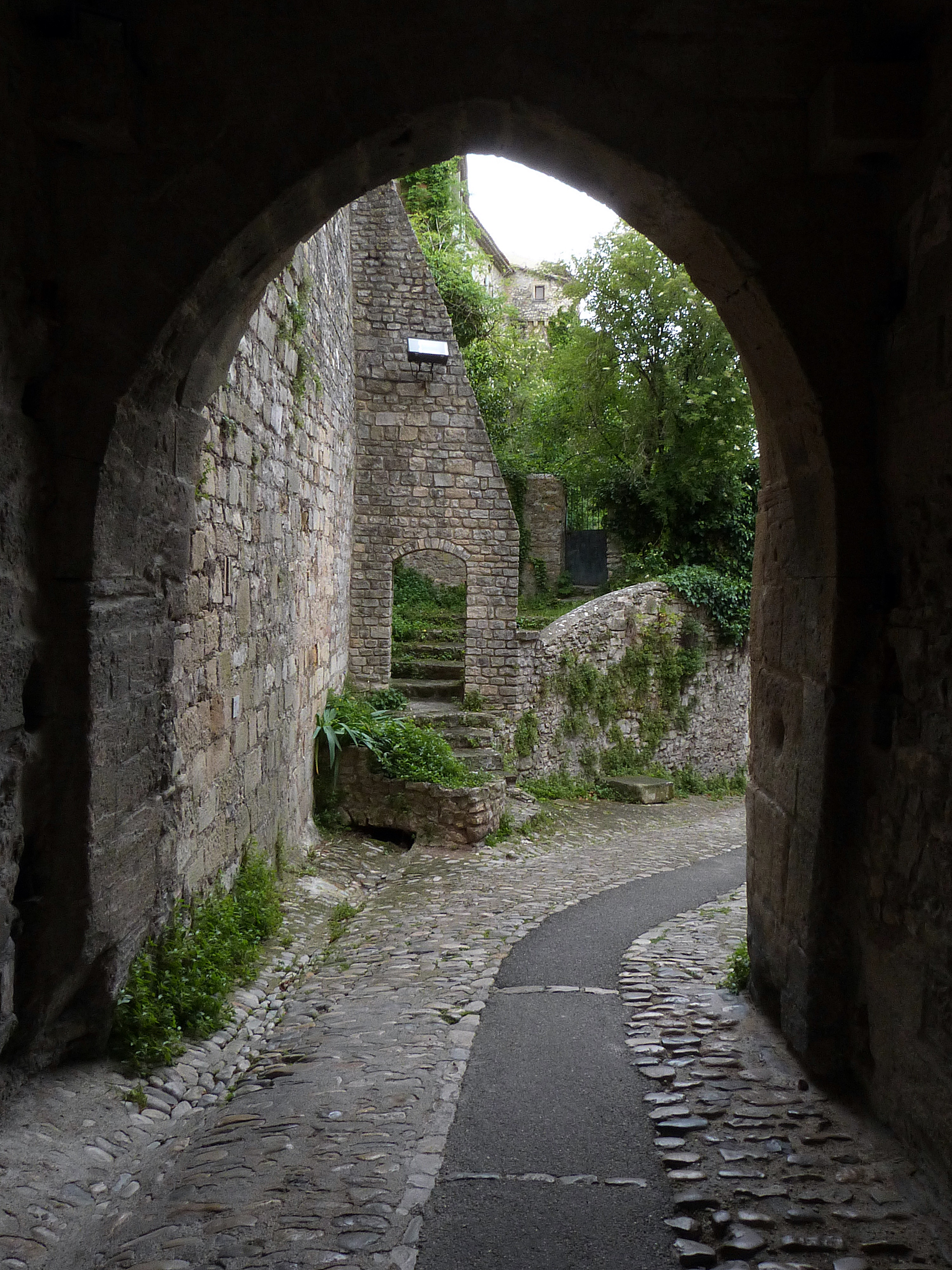
Mittelalterliche Oberstadt

Südlich von Vaison-la-Romaine beginnt die kleine Bergkette der Dentelles de Montmirail.

## Feste
Alle drei Jahre wird das internationale Chorfestival «Les Choralies» der Organisation «A Coeur Joie» veranstaltet. Chöre aus ganz Frankreich und Gastchöre aus aller Welt treffen sich jeweils Anfang August 12 Tage lang, um gegenseitig ihre Repertoires vorzustellen («Petits concerts») und in Workshops («Ateliers») große Werke der Chorliteratur unter namhaften Dirigenten einzustudieren und aufzuführen. Höhepunkt des gemeinsamen Erlebens ist der «Chant Commun», der gemeinsame Gesang aller (bis zu 7000) Teilnehmer, immer vor den abendlichen Atelier-Konzerten unter freiem Himmel im römischen Amphitheater. Das 22. Festival fand 2016 statt.
Jeden Sommer findet im Monat Juli das Tanz-Festival «Vaison Danses» statt, bei dem Ensembles der internationalen Tanz-Szene im Amphitheater auftreten.

## Märkte
Jeden Dienstag ist Markttag (grand marché provençal). Der große und stetig wachsende Markt mit vielen provenzalischen Produkten lockt vor allem in den Sommermonaten unzählige Touristen aus der ganzen Umgebung an. Dauer: von etwa 9:00 bis 13:00 Uhr.

## Verkehr
Früher existierte im Ort ein Bahnhof an der stillgelegten Schmalspurbahn Orange-Buis-les-Baronnies. Dabei verlief die Strecke ähnlich einer Straßenbahn durchs Ortszentrum.

## Städtepartnerschaften
Mit Martigny im Schweizer Kanton Wallis hat die Stadt eine Städtepartnerschaft geschlossen.